# 48681 Zeilinger
48681 Zeilinger este un asteroid din centura principală de asteroizi.

## Descriere
48681 Zeilinger este un asteroid din centura principală de asteroizi. A fost descoperit pe 21 ianuarie 1996 la Linz de Erich Meyer și Erwin Obermair. Asteroidul prezintă o orbită caracterizată de o semiaxă mare de 2,44 ua, o excentricitate de 0,14 și o înclinație de 6,4° în raport cu ecliptica.